# Necroscia tonquinensis
Necroscia tonquinensis är en insektsart som beskrevs av Kirby 1904. Necroscia tonquinensis ingår i släktet Necroscia och familjen Diapheromeridae. Inga underarter finns listade i Catalogue of Life.